# Jacques Camou
Pour les articles homonymes, voir Camou.
Jacques Camou , né le 1er mai 1792 à Sarrance (Basses-Pyrénées) et mort le 8 février 1868, est un général français du Second Empire, grand-croix de la Légion d'honneur.
Capitaine d'infanterie en 1823, chef de bataillon en 1837, lieutenant-colonel en 1841, colonel en 1844, il est promu général de brigade en 1848 et général de division en 1852. Il se distingue lors de la conquête de l'Algérie, notamment au siège de Zaatcha, puis,  durant la guerre de Crimée, il commande une division, puis un corps d'armée. Il est fait grand-croix de la Légion d'honneur en 1857 puis s'illustre à la tête d'une division de la Garde impériale lors de la campagne d'Italie en 1859. Il est nommé  sénateur du Second Empire par Napoléon III en 1863.

## Biographie

### Guerres napoléoniennes
Descendant d'une famille de la noblesse béarnaise, il rejoint en tant que sergent les armées napoléoniennes au sein du 1er bataillon des chasseurs des montagnes le 6 septembre 1808. 
Il fait ensuite partie de l'armée d'Espagne en 1811, de l'armée d'Italie en 1813, de l'armée des Alpes en 1815, est fait prisonnier de guerre en 1813, et reçoit trois blessures à l'affaire de Saint-Hermangors en Illyrie, vers les sources du Tagliamento.

### Expédition d'Espagne
Sa carrière est momentanément interrompue par suite du licenciement de l'armée impériale en 1815, mais il reprend du service en 1817 comme lieutenant dans la légion des Basses-Alpes. Il prend part à la guerre d'Espagne en 1823.

### Conquête de l'Algérie
Il participe à l'expédition d'Alger en 1830. C'est en Algérie qu'il parvient à se hisser dans la haute hiérarchie militaire. Il y sert particulièrement au siège de Zaatcha, ville et oasis de la province de Constantine, prise d'assaut le 26 novembre 1849 après un long siège.
Le Général Camou était connu pour ses méthodes énergiques, partisan de la manière forte dans la conquête de l'Algérie, notamment massacres et pillages des villages Ouzellaguen sur les rives de l'Oued-Sahel en juin 1851. Partisan des exécutions sommaires de villageois en représailles, « les faits de ce genre sont peu propres à rassurer les kabyles soumis à qui nous garantissons notre amitié » écrit Louis Baudicour. « C'est à regret que nous avons cité des faits qui semblent impliquer la cruauté de ceux qui les accomplissent.... des actes déplorables que nous sommes contraints d'enregistrer et que nous abrégeons ».
Camou est nommé général de brigade le 25 avril 1848 puis général de division le 6 février 1852 et nommé commandant de la division d'Alger. 

### Guerre de Crimée
Il ne quitte l'Algérie que pour prendre le commandement d'une division de l'armée d'Orient en janvier 1855. Lors du siège de Sébastopol, il remplace le général Bosquet, blessé le 8 septembre, à la tête du 2e corps d'armée. Il conserve ce poste jusqu'en février 1856, date à laquelle il est mis à la tête de la 2e division d'infanterie de la garde impériale.
Il est élevé à la dignité de grand-croix de la Légion d'honneur en 1857.

### Campagne d'Italie (1859)
Il se distingue lors de la campagne d'Italie au commandement de la 2e division d'infanterie de la Garde lors des batailles de Magenta et de Solférino.

### Sénateur du Second Empire
Il prend sa retraite militaire et quitte le commandement de la 2e division d'infanterie de la Garde le 1er janvier 1864   après avoir été nommé sénateur par Napoléon III le 30 décembre 1863. 
Il meurt le 8 février 1868 à 75 ans.

## Hommages
Le président du Sénat Troplong lui rend hommage après sa mort devant les sénateurs : 
« Réunissons-nous pour rendre hommage à la mémoire de cet intrépide capitaine, qui fut sans peur et sans reproche, et resta modeste comme s'il n'eût jamais fait trembler l'ennemi. Vous lui donnerez une place dans vos plus chers souvenirs et vous le compterez parmi les glorieux représentants de la valeur française qui siégent dans cette assemblée. ».
Une rue de Paris, la rue du Général-Camou, est nommée d'après lui.

## Décorations
- Grand-croix de la Légion d'honneur (17/10/1857)